# Love Battle
Love Battle es el tercer álbum de la banda post-rock CatPeople, lanzado en el año 2011.
Se puso a la venta en plataformas en línea el 4 de abril de 2011 y en tiendas físicas el 2 de mayo de ese mismo año.

## Lista de cacniones
| N.º    | Título                  | Duración |  |
| 1.     | «Sorry»                 | 4:07     |  |
| 2.     | «Rana»                  | 2:48     |  |
| 3.     | «Fat rat»               | 2:39     |  |
| 4.     | «Safari»                | 2:54     |  |
| 5.     | «Love Battle»           | 2:54     |  |
| 6.     | «Secret life»           | 5:04     |  |
| 7.     | «Fishes with big mouth» | 3:06     |  |
| 8.     | «She was an astronaut»  | 4:23     |  |
| 9.     | «The horse parade»      | 3:56     |  |
| 10.    | «I'm so sorry»          | 3:37     |  |
| 36 min |                         |          |  |

## Curiosidades
- La revista Mondosonoro regaló 50.000 copias del disco en su número de abril de 2011.[1]
- Según palabras de Adrián Pérez, "como leit motiv en todas las letras se habla del amor".[2]